# メディアスクラム

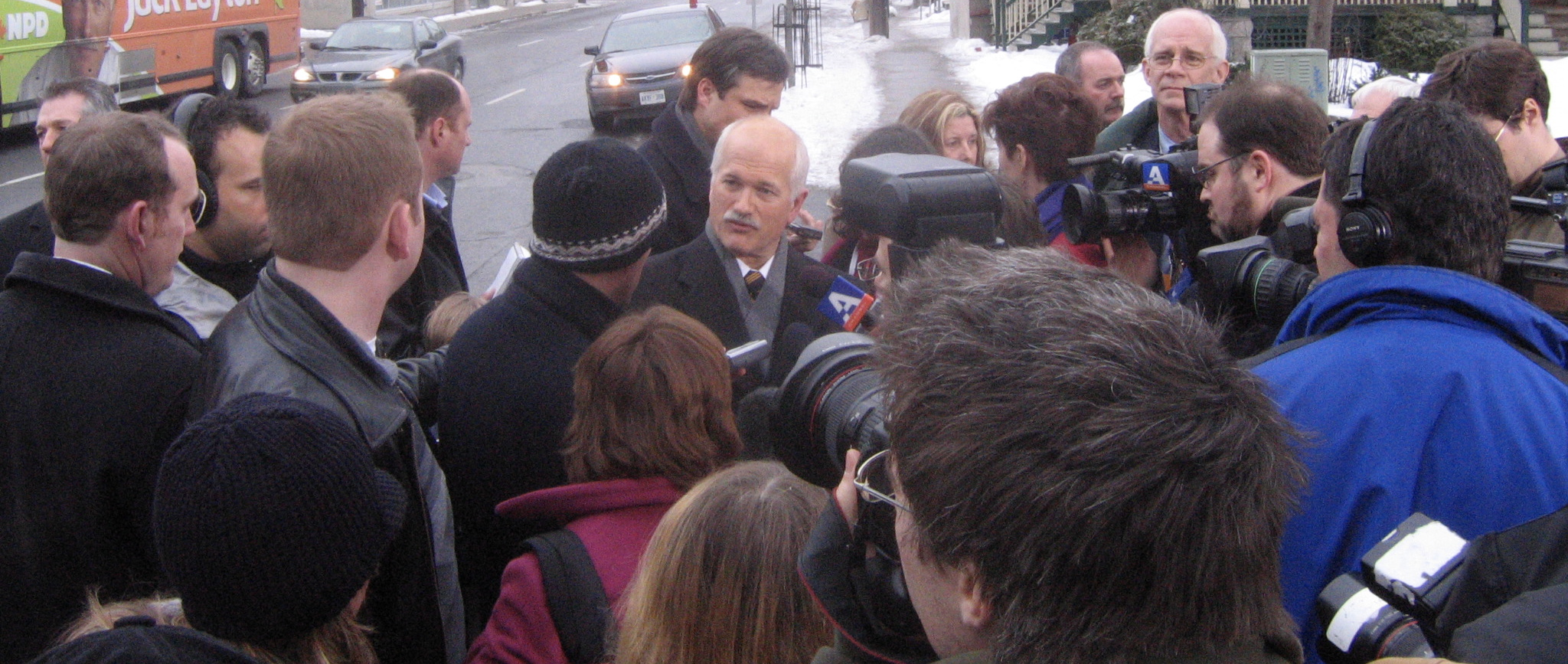
スクラム中のカナダの野党新民主党党首ジャック・レイトン（オタワ）

メディアスクラム（英: media scrum）とは、立法議会や会合といった出来事の外で直ちに開かれることが多い即席の記者会見である。
語源は、ラグビーの試合開始の形式の一つであるスクラムである。公人の注意を引くため周りに記者が群がる様がスクラムにおいて、選手がボールを争い密集する様子に似ている。
日本においてメディア・スクラムは、放送局・全国紙・スポーツ新聞・週刊誌などの全国に渡って情報を配信することが可能なメディアによる報道関係者が大人数で取材対象者・対象地域に押しかけて執拗に付きまとい、必要以上の報道合戦を繰り広げることの意味で用いられる。集団的過熱取材（しゅうだんてきかねつしゅざい）などとも表現される。

## 国別
メディアスクラムは、カナダの政治において中心的な役割を果たしており、イギリス、オーストラリア、ニュージーランドでも見られる。

## 日本
- 松本サリン事件
- 秋田児童連続殺害事件
- 坂出3人殺害事件
- 富加町のポルターガイスト

### メディアの対応
集団的過熱取材（メディア・スクラム）への批判を受けて、2001年12月6日、日本新聞協会編集委員会は、すべての取材者が最低限順守すべきこととして、以下の留意点を発表した。
- いやがる当事者や関係者を集団で強引に包囲した状態での取材は行うべきではない。相手が小学生や幼児の場合は、取材方法に特段の配慮を要する。
- 通夜葬儀、遺体搬送などを取材する場合、遺族や関係者の心情を踏みにじらないよう十分配慮するとともに、服装や態度などにも留意する。
- 住宅街や学校、病院など、静穏が求められる場所における取材では、取材車の駐車方法も含め、近隣の交通や静穏を阻害しないよう留意する。

2001年12月20日、社団法人日本民間放送連盟は、集団的過熱取材（メディア・スクラム）問題について、以下のような指針を公表した。
1. いやがる取材対象者を集団で執ように追いまわしたり、強引に取り囲む取材は避ける。未成年者、特に幼児・児童の場合は特段の配慮を行う。
2. 死傷者を出した現場、通夜・葬儀などでは、遺族や関係者の感情に十分配慮する。
3. 直接の取材対象者だけではなく、近隣の住民の日常生活や感情に配慮する。取材車両の駐車方法、取材者の服装、飲食や喫煙時のふるまいなどに注意する。